# Indian (film, 2001)
Cet article concerne le film de N. Maharajan. Pour le film de S. Shankar, voir Indian.
Indian est un film indien de Bollywood réalisé par N. Maharajan sorti le 26 octobre 2001.
Le film met en vedette Sunny Deol, Rahul Dev et Shilpa Shetty. Le long métrage fut un succès notable aux box-office.

## Box-office
- Box-office Inde: 610 240 000 Roupies.
- Budget: 150 000 000 Roupies indiennes.

Box-office india qualifie le film de Hit .